# Біблоське письмо
Бібло́ське письмо́ (від назви міста Біблос, нині — Гебал у Лівані) — ймовірно складова писемність із 114–140 знаків у написах на камені і бронзі, що належать до середини 2 тисячоліття до н. е.
Знаки біблоського письма запозичені з єгипетського ієрогліфічного письма і застосовані для передачі звуків фінікійської мови. Ймовірно є предком фінікійського письма.
Біблоське письмо переходового типу від ієрогліфічного до алфавітного має велике значення для історії письма.